# Тораль-де-лос-Вадос
Тораль-де-лос-Вадос (ісп. Toral de los Vados) — муніципалітет в Іспанії, у складі автономної спільноти Кастилія-і-Леон, у провінції Леон. Населення — 2216 осіб (2010).
Муніципалітет розташований на відстані близько 350 км на північний захід від Мадрида, 100 км на захід від Леона.
На території муніципалітету розташовані такі населені пункти: (дані про населення за 2010 рік)
- Отеро: 80 осіб
- Парадела-де-Арріба: 14 осіб
- Парадела-дель-Ріо: 135 осіб
- Пенедело: 38 осіб
- Пеон: 3 особи
- Валінья: 6 осіб
- Іглесія-дель-Кампо: 28 осіб
- Соррібас: 43 особи
- Тораль-де-лос-Вадос: 1597 осіб
- Парандонес: 122 особи
- Вільядеканес: 150 осіб

## Демографія
Динаміка населення (INE ):